# Affordance
Affordance är ett begrepp inom psykologin som myntades 1977 av den amerikanske psykologen James J. Gibson. Affordance innebär att användandet eller ändamålet av en resurs går utanför det förutbestämda syftet. Affordance riktar sig emot de möjligheter som kan urskiljas i resurser av olika slag. Här gäller det inte vad som tänkts i designen av något eller hur konventionen anger att vi bör använda eller förstå något. Affordance beskriver de möjligheter som framträder i samband med när ett objekt, en miljö eller liknande används. Motsatsen till affordance är begreppet meningspotential som innefattar användandet som designats på förhand eller har ett förutbestämt användande som är etablerat socialt eller kulturellt. Dessa båda begrepp används inom den multimodala teorin.

## Barndomsforskning
Begreppet affordance började användas i barndomsforskningen  på 1980-talet i betydelsen som erbjudande/delaktighet eller meningserbjudande. Affordance betonar det som verkar meningsfullt ur ett barns perspektiv, oavsett av vem eller hur den nuvarande situationen eller miljön har konstruerats eller planerats.

## Produktutveckling
I produkt/industridesign, där designern handhar fysiska objekt, kan det finnas både verklig och upplevd affordance och de två behöver inte vara det samma. I grafisk design är upplevd affordance det enda designern har kontroll över – som förtydligande kan en användare ”klicka” var som helst på skärmytan, men i fråga om affordance är det snarare var användaren upplever att det är meningsfullt att klicka. När det gäller grafiska gränssnitt handlar affordance därför mer om att exempelvis använda metaforer som associerar och inbjuder till rätt handling.